# Jorge Guzmán Pizarro
Jorge Cristóbal Guzmán Pizarro (n. Santiago, Chile, 28 de marzo de 1980) es un exfutbolista chileno. Jugaba de delantero y militó en diversos equipos de Chile. 

## Trayectoria

### Como jugador
Se formó futbolísticamente en Universidad de Chile, club con el cual fue campeón del Torneo Chileno, de los años 1999 y 2000. El año 2001 salió campeón de la Primera B con la camiseta de Deportes Temuco. Luego, deambulo por Coquimbo Unido, Santiago Wanderers, Audax Italiano, un segundo paso por Deportes Temuco, Provincial Osorno, para terminar su carrera profesional en Deportes Melipilla el año 2007, retirándose para dedicarse a terminar su carrera de Entrenador de fútbol en Instituto Nacional del Fútbol y Periodismo en la Universidad Gabriela Mistral.

### Como entrenador
Comienza su carrera el año 2011 en Sportverein Jugendland Fussball, el año 2012 dirige Ferroviarios, el 2013 regresa a Sportverein Jugendland Fussball consiguiendo su primer ascenso a Tercera División A, en el año 2014 se va a Lautaro de Buin consiguiendo el ascenso a Tercera División el año 2015, 2016 toma el desafío en AC Colina logrando el ascenso a Tercera División A 2016 siendo campeón invicto en Copa Absoluta 2016. El 15 de enero de 2018 es presentado como nuevo Director técnico de Provincial Ovalle, club con el cual finaliza vínculo tras malo resultados con fecha 8 de octubre de 2018.

## Clubes

### Como jugador
| Club                 | País  | Año       |
| -------------------- | ----- | --------- |
| Universidad de Chile | Chile | 1998-2000 |
| Deportes Temuco      | Chile | 2001      |
| Coquimbo Unido       | Chile | 2002      |
| Santiago Wanderers   | Chile | 2003      |
| Audax Italiano       | Chile | 2003      |
| Deportes Temuco      | Chile | 2004      |
| Provincial Osorno    | Chile | 2005      |
| Deportes Melipilla   | Chile | 2006-2007 |

### Como entrenador
| Club              | País  | Año       |
| ----------------- | ----- | --------- |
| Jugendland        | Chile | 2011      |
| Ferroviarios      | Chile | 2012      |
| Jugendland        | Chile | 2013      |
| Lautaro de Buin   | Chile | 2014-2015 |
| Colina            | Chile | 2016      |
| Deportes Limache  | Chile | 2017      |
| Provincial Ovalle | Chile | 2018      |

## Palmarés

### Como jugador

#### Campeonatos nacionales
| Título           | Club                 | País  | Año  |
| ---------------- | -------------------- | ----- | ---- |
| Copa Chile       | Universidad de Chile | Chile | 1988 |
| Primera División | Universidad de Chile | Chile | 1999 |
| Copa Chile       | Universidad de Chile | Chile | 2000 |
| Primera División | Universidad de Chile | Chile | 2000 |
| Primera B        | Deportes Temuco      | Chile | 2001 |